# Trichozoma morbosata
Trichozoma morbosata är en fjärilsart som beskrevs av Pieter Cornelius Tobias Snellen 1874. Trichozoma morbosata ingår i släktet Trichozoma och familjen mätare. Inga underarter finns listade i Catalogue of Life.